# LHS 1937
LHS 1937 — звезда в созвездии Близнецов. Находится на расстоянии приблизительно 58,3 световых лет от Солнца. Это одна из ближайших к нам звёзд.

## Характеристики
LHS 1937 — чрезвычайно тусклая и холодная звезда. Это красный карлик, который по массе и размерам сильно уступает Солнцу. Звезду невозможно разглядеть невооружённым глазом. Планет в данной системе пока обнаружено не было.